# Езера в България
В България има над 400 езера с обща площ от 95 km. Според вида си те се делят на: тектонски, карстови, свлачищни, високопланински, крайречни и крайморски. Това е списък на естествените езера в България, подреден по азбучен ред и по водосборни басейни. За изкуствените може да видите язовири в България.

## А
- Алдомировско блато
- Алепу (Лисиче блато)
- Аргирово езеро
- Аркутино (Мечешко блато)
- Арнаутско езеро
- Атанасовско езеро
- Атлиманско блато
- Ашикларско езеро (Птиче езеро)

## Б
- Бадино езеро
- Баклавишки езера – 2
- Балчишка тузла
- Бански езера (Баненски езера) – 4
- Батовско блато (Балтата)
- Бачиново езеро
- Башлийски езера (Главнишки езера) – 4
- Башмандренски езера – 4
- Беговишки езера – 2
- Безбожко езеро
- Белеметски езера – виж Малокаменишки езера
- Белишко езеро (Сухо езеро)
- Беллика
- Белославско езеро (Гебедженско езеро)
- Белцово блато
- Богровски блата
- Болата
- Ботаническо езеро
- Боянско езеро
- Братевско блато
- Брезнишки езера – 3
- Бургаско езеро (Вая)
- Бъндеришки езера – 16

## В
- Валявишки езера – 10
- Вапски езера – 2
- Варненско езеро
- Василашки езера – 10
- Вельово блато (Лилиево езеро)
- Витски блата – 3
- Влахини езера – 4
- Влашки езера виж Митрово и Аргирово езеро
- Воденичарски езера – 3
- Водничалски езера – 5
- Враждебненско езеро

## Г
- Газейски езера виж Стражишки езера
- Георгийски езера – 5
- Гилевско езеро
- Главнишки езера виж Башлийски езера
- Големи Прекоречки езера – 6
- Голямо Ибърско езеро
- Голямо Орманско езеро
- Горнолеворечки езера – 5
- Горното блато
- Градински езера – 3
- Група II на река Рилска – 12
- Грънчарски езера – 3
- Гърлата

## Д
- Даутово езеро виж Сълзица
- Деветашки езера – 33
- Девнишко блато
- Демиркапийски езера виж Митрово и Аргирово езеро
- Джино блато
- Джулюнишко езеро
- Дисилишко езеро
- Долнолеворечки езера – 3
- Долното блато
- Драгичевско езеро
- Драгоманско блато
- Дуранкулашко езеро (Блатнишко езеро)
- Дурово блато
- Дяволски езера (Джендемски езера) – 7
- Дяволско блато

## Е
- Езерецко езеро
- Езерото
- Еленски езера – 3

## Ж
- Железнишки езера (Демиркапийски езера) виж Митрово и Аргирово езеро – 2
- Жълти езера (Саръгьолски езера) – 3
- Жълтия гьол
- Жълто блато

## З
- Зеленовръшки езера (Сухи езера) – 2
- Златополско блато (Мъртвицата)

## И
- Инджекьойско блато
- Искренско блато

## Й
- Йоглав
- Йозола
- Йончево езеро

## К
- Казански езера (Казанчалски езера) – 2
- Калински езера – 6
- Каменишки езера – 6
- Камилски езера – 2
- Камчийски блата – 4
- Канарско езеро
- Кантонско езеро
- Караагачко блато
- Каралийско езеро
- Кардалишки езера – 3
- Карлиево езеро
- Картълски езера – 2
- Коджакарийца (Пъстришко езеро)
- Кози езера – 3
- Козлодуйско блато
- Корнишки езера – 4
- Кременски езера – 5
- Кретско блато
- Криво езеро (Крив гьол)
- Кукленското езеро (Беговишко езеро)
- Куру гьол (блато до с. Езерче)
- Куругьол (езеро от Скаленските езера)
- Къркулишко езеро (Сухо езеро)
- Кърпачево блато

## Л
- Лещава
- Лозенецко блато (Южно Китенско блато)
- Локвата
- Лопушки езера – 3

## М
- Маленкото езеро (Маненкото езеро)
- Малки Прекоречки езера – 3
- Малкоспанополски езера – 5
- Малокаменишки (Белеметски) езера – 7
- Маломальовишки езера – 3
- Малък Преславец (Несчесънца)
- Мальовишки езера – 3
- Манастирски езера – 5
- Маринковски езера – 3
- Маричини езера – 4
- Марковско блато
- Миленково езеро
- Митрово езеро
- Мраморецко езеро (Мермерско езеро)
- Мръсни езера – в Петково – 62 и Елин Пелин – 15
- Мусаленски езера – 7
- Мухалница
- Мъртвицата (Поповица)

## Н
- Надаришко езеро
- Налбантски езера (Ковачки езера) – 5
- Наневска тузла (Тауклиман)
- Нановско блато
- Негованско езеро

## О
- Обреща
- Овчарецко езеро
- Окаденско езеро
- Окото
- Опицветско блато (Езеро Блатото)
- Орлово блато (Карталийско блато)
- Отовишки езера – 2

## П
- Паничище
- Паша дере лиман (Лимана)
- Персински блата – 7
- Плешивото езеро
- Плешки езера – 4
- Плиткото езеро
- Погледецки езера – 2
- Пода
- Полежански езера – 3
- Поленишки езера – 2
- Поморийско езеро
- Попови езера – 11
- Попово езеро
- Поповокапски езера – 3
- Поповски езера – 3
- Превалски езера – 4
- Пропадналото блато
- Прохладно езеро
- Птиче езеро виж Ашикларско езеро
- Пукнет

## Р
- Равничалско езеро (Равнивръшко езеро)
- Разделнишко блато
- Рибни езера (Пирин) – 2
- Рибни езера (Рила)
- Ропалишки езера – 3
- Рударско езеро

## С
- Сабинско езеро
- Самодивски езера (Краледворски езера) – 3
- Саплийско езеро
- Свинско езеро
- Седемте рилски езера – 7
- Селановско блато
- Симеоновски езера – 4
- Синанишко езеро (Синивръшко езеро)
- Синделско блато
- Скакавишко езеро
- Скаленско езеро
- Скалишки езера (Реджепски езера) – 2
- Склавенско езеро
- Смолянски езера – 7
- Смочевски езера – 4
- Смрадливите езера – 5
- Смрадливо езеро
- Сомовитски блата – 3
- Софийски езера – 150
- Спанополски езера – 8
- Сребърна
- Стомопло
- Стражишки езера (Газейски езера) – 3
- Стрижишки езера (Къркъмски езера) – 2
- Страшимировско блато
- Студенодолско езеро
- Сухи гьол (Сухото езеро)
- Суходолско езеро
- Сухото езеро (Рила)
- Сухото езеро (Славянка)
- Сълзица (Даутовото езеро)

## Т
- Тауклиман виж Наневска тузла
- Типицки езера – 3
- Тодорини езера (Тодорини очи) – 2
- Тодоришко езеро
- Тунесвет (Тунисвет)

## У
- Узунгерен
- Урдини езера – 6
- Устренско езеро

## Х
- Халовито езеро (Песъкливо езеро)
- Хвойнато езеро (Овинато, Муратово) – 4

## Ц
- Цибърско блато

## Ч
- Чаирски езера (Поленски езера) – 11
- Чалтъшко езеро (Мочурищенско езеро)
- Чамберлия (Боринско езеро)
- Чанакгьолски езера (Паничишки езера) – 2
- Челопеченско езеро
- Чепинско езеро
- Червиви езера – 2
- Чернатишки езера (Караомеришки езера) – 6
- Черновръшко езеро
- Чернополянски езера (Карааланишки) – 3
- Черното езеро (Черни гьол)
- Чокльовско блато

## Ш
- Шабленско езеро
- Шабленска тузла

## Ю
- Юмерджишко езеро (Мерджика)

## Я
- Якорудски езера – 4
- Янчовръшки езера – 6

## Списък на езерата по водосборни басейни
Според Закона за управление на водите, поречията на реките Искър, Осъм и Вит попадат в Дунавския район за управление на водите, езерата край Черно море – в Черноморския, поречието на Марица – в Източнобеломорския, а поречията на Места и Струма – в Западнобеломорския район за управление на водите.

### Поречие на река Искър
- Алдомировско блато
- Богровски блата
- Ботаническо езеро
- Боянско езеро
- Водничалски езера – 5
- Враждебненско езеро
- Големи Прекоречки езера – 6
- Горнолеворечки езера – 5
- Горното блато
- Долнолеворечки езера – 3
- Долното блато
- Драгоманско блато
- Еленски езера – 3
- Жълтия гьол
- Зеленовръшки езера (Сухи езера) – 2
- Йозола – Начало на Леви Искър
- Йончево езеро
- Камилски езера – 2
- Канарско езеро – начало на Бели Искър
- Къркулишко езеро (Сухо езеро)
- Лопушки езера – 3
- Малки Прекоречки езера – 3
- Маломальовишки езера – 3
- Мальовишки езера – 3
- Миленково езеро
- Мръсни езера – в Петково – 62 и Елин Пелин – 15
- Мусаленски езера – 7
- Мухалница
- Надаришко езеро
- Налбантски езера (Ковачки езера) – 5
- Негованско езеро
- Овчарецко езеро
- Обреща
- Планинец
- Погледецки езера – 2
- Поповокапски езера – 3
- Прохладно езеро
- Свинско езеро
- Симеоновски езера – 4
- Софийски езера – 150
- Тунесвет (Тунисвет)
- Урдини езера – 6
- Халовито езеро (Песъкливо езеро)
- Чанакгьолски езера (Паничишки езера) – 2
- Чепинско езеро
- Челопеченско езеро
- Червиви езера – 2

### Поречие на река Осъм
- Деветашки езера – 33
- Йоглав
- Кърпачево блато

### Поречие на река Дунав
- Беллика
- Белцово блато
- Джулюнишко езеро
- Козлодуйско блато
- Лещава
- Малък Преславец (Несчесънца)
- Персински блата – 7
- Селановско блато
- Сребърна
- Цибърско блато

### Поречие на река Вит
- Братевско блато
- Витски блата – 3
- Кретско блато
- Нановско блато
- Сомовитски блата – 3

### Черноморски басейн
- Алепу (Лисиче блато)
- Аркутино (Мечешко блато)
- Атанасовско езеро
- Атлиманско блато
- Балчишка тузла
- Батовско блато (Балтата)
- Белославско езеро (Гебедженско езеро)
- Болата
- Бургаско езеро (Вая)
- Варненско езеро
- Вельово блато (Лилиево езеро)
- Девнишко блато
- Дуранкулашко езеро (Блатнишко езеро)
- Дяволско блато
- Езерецко езеро
- Инджекьойско блато
- Камчийски блата – 4
- Караагачко блато
- Лозенецко блато (Южно Китенско блато)
- Марковско блато
- Наневска тузла (Тауклиман)
- Орлово блато (Карталийско блато)
- Паша дере лиман (Лимана)
- Пода
- Поморийско езеро
- Разделнишко блато
- Синделско блато
- Стомопло
- Страшимировско блато
- Узунгерен
- Шабленско езеро
- Шабленска тузла

### Поречие на река Марица
- Баклавишки езера – 2
- Гилевско езеро
- Голямо Ибърско езеро
- Джино блато
- Жълти езера (Саръгьолски езера) – 3
- Жълто блато
- Златополско блато (Мъртвицата)
- Искренско блато
- Карлиево езеро
- Маричини езера – 4
- Мъртвицата (Поповица)
- Пропадналото блато
- Равничалско езеро (Равнивръшко езеро)
- Смолянски езера – 7
- Студенодолско езеро
- Сухото езеро (Рила)
- Устренско езеро
- Чалтъшко езеро (Мочурищенско езеро)
- Чамберлия (Боринско езеро)

### Поречие на река Струма
- Аргирово езеро
- Арнаутско езеро
- Бадино езеро
- Бачиново езеро
- Башмандренски езера – 4
- Влахини езера – 4
- Воденичарски езера – 3
- Георгийски езера – 4
- Главнишки езера (Башлийски езера) – 4
- Градински езера – 3
- Група II на река Рилска – 12
- Драгичевско езеро
- Дяволски езера (Джендемски езера) – 7
- Езерото
- Железнишки езера (Демиркапийски езера) – 2
- Калински езера – 6
- Кантонско езеро
- Каралийско езеро
- Коджакарийца (Пъстришко езеро)
- Кози езера – 3
- Криво езеро (Крив гьол)
- Кукленското езеро (Беговишко езеро)
- Маленкото езеро (Маненкото езеро)
- Малкоспанополски езера – 5
- Малокаменишки (Белеметски) езера – 7
- Манастирски езера – 5
- Маринковски езера – 3
- Митрово езеро
- Мраморецко езеро (Мермерско езеро)
- Отовишки езера – 2
- Паничище
- Поповски езера – 3
- Птичо езеро (Ашикларгьол)
- Пукнет
- Рибни езера
- Рударско езеро
- Саплийско езеро
- Седемте рилски езера – 7
- Синанишко езеро (Синивръшко езеро)
- Скакавишко езеро
- Склавенско езеро
- Смочевски езера – 4
- Смрадливите езера – 5
- Спанополски езера – 8
- Сухото езеро (Славянка)
- Тодоришко езеро
- Чаирски езера (Поленски езера) – 11
- Чернатишки езера (Караомеришки езера) – 6
- Черновръшко езеро
- Черното езеро (Черни гьол)
- Чокльовско блато

### Поречие на река Места
- Баненски езера – 4
- Безбожко езеро
- Белишко езеро (Сухо езеро)
- Брезнишки езера – 3
- Бъндеришки езера – 16
- Валявишки езера – 10
- Вапски езера – 2
- Василашки езера – 8
- Грънчарски езера – 3
- Дисилишко езеро
- Дурово блато
- Казански езера (Казанчалски езера) – 2
- Каменишки езера – 6
- Кардалишки езера – 3
- Картълски езера – 2
- Корнишки езера – 4
- Кременски езера – 5
- Локвата
- Окаденско езеро
- Окото
- Плешивото езеро
- Плешки езера – 4
- Плиткото езеро
- Полежански езера – 3
- Поленишки езера – 2
- Попови езера – 11
- Превалски езера – 4
- Рибни езера (Пирин) – 2
- Ропалишки езера – 3
- Сабинско езеро
- Самодивски езера (Краледворски езера) – 3
- Скалишки езера (Реджепски езера) – 2
- Стражишки езера (Газейски езера) – 3
- Стрижишки езера (Къркъмски езера) – 2
- Сухи гьол (Сухото езеро)
- Суходолско езеро
- Сълзица (Даутовото езеро)
- Типицки езера – 3
- Тодорини езера (Тодорини очи) – 2
- Хвойнато езеро (Овинато, Муратово) – 4
- Чернополянски езера (Карааланишки) – 3
- Юмерджишко езеро (Мерджика)
- Якорудски езера – 4
- Янчовръшки езера – 6

## Най-големи езера
|    | Езеро                                            | Площ (km2)    |
| -- | ------------------------------------------------ | ------------- |
| 1  | Бургаско езеро                                   | 27,6 – 28,99  |
| 2  | Варненско езеро                                  | 17 – 19       |
| 3  | Атанасовско езеро                                | 15 – 17       |
| 4  | Белославско езеро                                | 8 – 10        |
| 5  | Поморийско езеро                                 | 6,5 – 8,5     |
| 6  | Дуранкулашко езеро                               | 3,4 – 4,05    |
| 7  | Рабишко езеро                                    | 3,2 – 3,25    |
| 8  | Сребърна                                         | 2 – 2,5       |
| 9  | Узунгерен                                        | 2,1 – 2,111   |
| 10 | Опицветско блато (Езеро Блатото, Пущинака)       | 1,28          |
| 11 | Челопеченско езеро                               | 0,8 – 1,1     |
| 12 | Голямо Враждебненско езеро                       | 0,96          |
| 13 | Шабленско езеро                                  | 0,8 – 0,9     |
| 14 | Езерецко езеро                                   | 0,7 – 0,72    |
| 15 | Чепинско езеро                                   | 0,63 – 0,7    |
| 16 | Орловско блато (Орлово езеро, Карталийско блато) | 0,55          |
| 17 | Скаленско езеро                                  | 0,53          |
| 18 | Обручище                                         | 0,52          |
| 19 | Негованско езеро                                 | 0,45 – 0,505  |
| 20 | Миленково езеро                                  | 0,34 – 0,5    |
| 21 | Смрадливо езеро                                  | 0,212 – 0,24  |
| 22 | Голямо Орманско езеро                            | 0,21 – 0,24   |
| 23 | Шабленска тузла                                  | 0,2 – 0,24    |
| 24 | Инджекьойско езеро                               | 0,2 – 0,235   |
| 25 | Горно Габренско езеро                            | 0,2072        |
| 26 | Звъничевски вир                                  | 0,19 – 0,205  |
| 27 | Маслашко езеро                                   | 0,2           |
| 29 | Еневото (Докузашко) езеро                        | 0,19          |
| 30 | Горно Рибно езеро                                | 0,176 – 0,18  |
| 31 | Казиченско (Западно Казиченско) езеро            | 0,17          |
| 32 | Кючуково езеро                                   | 0,1685        |
| 33 | Гъ́рлата                                          | 0,165         |
| 34 | Голямо Писаровско езеро                          | 0,16 – 0,163  |
| 35 | Средно (Малко) Скаленско езеро                   | 0,16          |
| 36 | Чукуровско (Долно Габренско) езеро               | 0,155         |
| 37 | Оризарско езеро                                  | 0,15          |
| 38 | Балчишка тузла                                   | 0,1 – 0,14    |
| 39 | Попово езеро                                     | 0,124 – 0,132 |
| 40 | Кулашко (Сарафовско) езеро                       | 0,127 – 0,131 |